# Supercoppa italiana 2024 (beach soccer femminile)
La Supercoppa italiana 2024 si è disputata il 23 giugno 2024 a Gaeta.
È la seconda edizione del trofeo.

## Partecipanti
| Squadre        | Qualificazione                    | Partecipazioni precedenti (il grassetto indica la vittoria) |
| -------------- | --------------------------------- | ----------------------------------------------------------- |
| Lady Terracina | Vincitore della Serie A 2023      | Nessuna                                                     |
| Cagliari       | Vincitore della Coppa Italia 2023 | Nessuna                                                     |

## Tabellino
| Gaeta 23 giugno 2024                                                         | Lady Terracina | 1 – 2                      | Cagliari | Beach Arena |
| \| \| \| \| \| Galluccio 12pt’ \| Marcatori \| 2st’ Illiano 9tt’ Olivieri \| |                |                            |          |             |
|                                                                              |                |                            |          |             |
| Galluccio 12pt’                                                              | Marcatori      | 2st’ Illiano 9tt’ Olivieri |          |             |